# Bo Henriksen
Bo Henriksen (* 7. Februar 1975 in Roskilde) ist ein dänischer Fußballtrainer und ehemaliger -spieler. Seit Februar 2024 ist er Cheftrainer des deutschen Bundesligisten 1. FSV Mainz 05.

## Karriere

### Als Spieler
Henriksen begann seine Profikarriere 1994 bei Odense BK. Im Jahr 1998 wechselte er zum Herfølge BK, mit dem er mit der dänischen Meisterschaft im Jahr 2000 den größten Erfolg seiner Spielerkarriere feierte. Nach einem kurzen Gastspiel bei  Frem Kopenhagen wechselte er 2001, zunächst auf Leihbasis, zu den Kidderminster Harriers in die englische Third Division, bei denen er anschließend von 2002 bis 2004 fest unter Vertrag stand. Nach einer weiteren Station in England bei den Bristol Rovers spielte Henriksen ab 2004, teilweise nur für wenige Monate, bei verschiedenen Klubs in Dänemark, in der isländischen Besta deild und auf den Malediven in der Dhivehi League. Ab 2007 ließ er seine Karriere als Spielertrainer beim Brønshøj BK auslaufen, der zu dieser Zeit in der dritten dänischen Liga spielte.

### Als Trainer

#### Anfänge in Dänemark und der Schweiz
Im Jahr 2010 gelang Henriksen mit Brønshøj BK der Aufstieg in die zweite dänische Liga, in der in allen Spielzeiten bis zum Ende seines Engagements 2014 die Klasse gehalten werden konnte. Anschließend wechselte er zum AC Horsens, bei dem er sechs Jahre lang Cheftrainer blieb und 2016 den Aufstieg in die Superliga feiern konnte. 2021 wurde Henriksen Cheftrainer des FC Midtjylland, mit dem er 2022 die Vizemeisterschaft und den Pokal gewann. Trotz des erfolgreichen Saisonverlaufs wurde Henriksen im Juli 2022 vom Klub aus Herning von seiner Arbeit freigestellt. Im darauf folgenden Herbst wurde er Cheftrainer des FC Zürich in der Super League und dort mit einem bis Ende der Saison 2023/24 laufenden Vertrag ausgestattet.

#### 1. FSV Mainz 05
Im Februar 2024 wechselte Henriksen vorzeitig zum 1. FSV Mainz 05, der nach dem 21. Spieltag der Saison 2023/24 mit zwölf Zählern auf einem direkten Abstiegsplatz in der Bundesliga stand, vier Punkte hinter dem Relegationsplatz und neun Punkte hinter einem Nichtabstiegsplatz. In der Folge erreichte Henriksen mit den Mainzern 23 Punkte aus 13 Spielen, wodurch mit Platz 13 der Klassenerhalt gelang. In diesem Zeitraum unter Henriksen war Mainz die fünftbeste Mannschaft der Liga. Im Januar 2025 verlängerte Henriksen seinen Vertrag bis 2027. Die Saison 2024/25, in der die Mainzer zwischenzeitlich auf einem Champions-League-Rang standen, wurde auf dem sechsten Platz beendet, wodurch sich der Verein für die UEFA Conference League und erstmals seit 2015/16 wieder für einen europäischen Wettbewerb qualifizierte.

## Titel und Erfolge

### Als Spieler
- Dänischer Meister: 2000 mit Herfølge BK

### Als Trainer
- Aufstieg in die 1. Division: 2010 mit Brønshøj BK
- Aufstieg in die Superliga: 2016 mit AC Horsens
- Dänischer Fußballpokal: 2022 mit FC Midtjylland

### Ehrungen
- Trainer des Jahres 2024 (Dänemark), verliehen vom dänischen Nationalverband Dansk Boldspil-Union
- VDV-Trainer der Saison: 2024/25